# حدیث عشق در شرق
حدیث عشق در شرق کتابی از ژان کلود واده با ترجمهٔ جواد حدیدی است که در سال ۱۳۷۲ منتشر و در مراسم کتاب سال جمهوری اسلامی ایران به‌عنوان کتاب برگزیده معرفی شد.